# Julieta Castellán Goytía
Julieta Castellán Goytía (25. kolovoza 1972.) je bivša argentinska hokejašica na travi. 
Djelovala je pri klubu Jockey Club de Rosario.
Svojim igrama je izborila mjesto u argentinskoj izabranoj vrsti. Prvi poziv je dobila 1994., a nastupala je na velikim natjecanjima za Argentinu do 1996.

## Sudjelovanja na velikim natjecanjima
- 1994.: Dublin: SP, srebro
- 1995.: izlučni turnir za OI 1996., 4. mjesto
- 1995.: Mar del Plata: Trofej prvakinja, 6. mjesto
- 1995.: Mar del Plata: Panameričke igre, zlato
- 1996.: Atlanta: OI, 7. mjesto